# フリーデリケ・ツー・メクレンブルク
フリーデリケ・ツー・メクレンブルク（ドイツ語: Friederike Herzogin zu Mecklenburg [-Strelitz], 1778年3月3日 - 1841年6月29日）は、メクレンブルク＝シュトレーリッツ大公家の公女。出生時の称号はメクレンブルク女公（Herzogin zu Mecklenburg）、3度の結婚によりプロイセン王女、ゾルムス＝ブラウンフェルス侯女、ハノーファー王妃となった。

## 生涯

### 出生から少女期
メクレンブルク公カール2世とその最初の妻ヘッセン＝ダルムシュタット公女フリーデリケの間の末娘として生まれた。父は1794年よりメクレンブルク＝シュトレーリッツ分邦の統治者となった。父の妹シャーロットはイギリス王ジョージ3世の妃であった。フリーデリケと3人の姉たちは美人姉妹として知られ、ジャン・パウルは小説『巨人』の中で彼女たちのことを「玉座におわす美しく高貴なる四姉妹」と讃えたが、中でも最も有名なのはフリーデリケのすぐ上の姉のプロイセン王妃ルイーゼである。
母が若くして亡くなると、その妹シャルロッテが1784年に父の後妻となったが、翌1785年には出産が原因で亡くなった。寡夫となった父は娘たちに必要な教育や世話を受けさせるため、子供たちの祖母ルイーゼの住むダルムシュタットに転居した。祖母は「プランセス・ジョルジュ（Princesse George／ゲオルク公子夫人）」として知られる文化人で、フリーデリケは次姉テレーゼ、三姉ルイーゼと一緒にこの祖母に養育された。祖母の庇護下にあり、祖母の雇った女子教育者サロメ・ド・ゲリューの教授を受けたことは、姉妹たちにとって非常に幸運なことであった。

### 最初の結婚
1793年3月、ルイーゼと妹フリーデリケはフランクフルト・アム・マインの劇場で「偶然」プロイセン王フリードリヒ・ヴィルヘルム2世と出会った。王は一瞬で姉妹の愛らしさに魅了され、彼女たちを自分の年長の息子2人、長男フリードリヒ・ヴィルヘルム王子と次男フリードリヒ・ルートヴィヒ王子に引き合わせた。姉妹の父公爵とプロイセン王との間ですぐさま婚姻契約が結ばれ、1793年4月24日に2組のカップルの婚約がダルムシュタットで祝われた。12月、姉妹は一緒にベルリンへ到着した。12月24日のクリスマスイブにルイーゼと王太子が結婚式を挙げ、その2日後にフリーデリケとフリードリヒ・ルートヴィヒ、通称ルイ王子の婚礼が行われた。
フリーデリケの結婚生活は新婚当初から不幸であった。ルイ王子は幼い妻よりも大勢の愛人たちとの性生活に夢中だった。夫の1歳年上のいとこルイ・フェルディナント王子は、ルイ王子に対する対抗心からフリーデリケを誘惑して関係を持ち、その情事を吹聴した。1795年、国王がルイ王子をシュヴェートに駐屯する第1竜騎兵連隊の連隊長に任命したため、王子はシュヴェートに赴任した。翌1796年、王子は任地でジフテリアに倒れて急死した。未亡人フリーデリケは3人の幼子を連れて宮廷を去り、ベルリン郊外のシェーンハウゼン城に移った。
1797年、ハノーファーに暮らすイギリス人の従兄、ケンブリッジ公爵アドルファス・フレデリックから求婚され、フリーデリケは非公式に彼と婚約した。ケンブリッジ公は父王に結婚の許可を願い出たが、母のシャーロット王妃がフリーデリケを嫌って婚約を破棄するよう圧力をかけてきたため、婚約を断念した。

### 二度目の結婚
1798年、フリーデリケはプロイセン近衛連隊に勤める陸軍少将フリードリヒ・ヴィルヘルム・ツー・ゾルムス＝ブラウンフェルス侯子と男女の関係になり、妊娠した。侯子はお腹の子を認知し、求婚もしてきた。フリーデリケはこのまま返事を引き延ばせば当然起きうる醜聞を避けるため、否応なく求婚を受け入れた。2人は1798年12月10日に結婚したが、ベルリンにはいられず、1799年にアンスバッハに引っ越した。お腹にいた子は女児で、1799年2月に生まれたが、数か月で世を去った。
ゾルムス侯子は、プロイセン王子の未亡人との情事の結果、そしてそれによって軍人としての栄達が望めなくなったことに深く失望し、アルコールに依存し始めた。彼は1805年「健康上の理由で」退役し、収入も失った。フリーデリケは、義兄のプロイセン王フリードリヒ・ヴィルヘルムから与えられていた年金のみで一家の生活を支えねばならなくなった。ゾルムス侯子の兄が離婚を勧めてきたが、彼女は頑なに応じなかった。
1813年5月、フリーデリケのかつての求婚者ケンブリッジ公爵の兄、カンバーランド公爵アーネスト・オーガスタスが、ノイシュトレーリッツに住むフリーデリケの父カールを訪ねてきた。フリーデリケはこの時カンバーランド公爵に初めて会った。父カールは娘にゾルムス侯子を捨ててイギリス王子と結婚するよう強く勧めた。その後数か月の間に起きた出来事は、フリーデリケに今後の身の処し方を考えさせることになった。1813年10月のライプツィヒの戦いに大同盟軍の一員として参加し勝利したアーネストはそのまま再びノイシュトレーリッツを訪れ、宮廷の人々や同市の住民に歓呼で迎えられた。それと同時に、フリーデリケはプロイセン王に対して、ゾルムス侯子との離婚の申請を出した。関係する各宮廷や一族郎党は皆一様に離婚に賛成し、当の夫ゾルムス侯子までが離婚に賛成した。1814年4月13日の侯子の急死により、難航する離婚調停の錯綜に悩む必要はなくなった。

### 三度目の結婚
1814年8月、カンバーランド公爵とフリーデリケの正式な婚約が発表された。婚約にはイギリス議会の承認が得られたため、2人は1815年5月29日に結婚式を挙げた。
1837年6月20日、義兄のウィリアム4世が亡くなると、イギリス王位は姪のヴィクトリアが継承した。しかしハノーファー王位はサリカ法に則り女子相続が禁じられていたため、存命する中では最年長の弟カンバーランド公爵がエルンスト・アウグスト1世として継承した。フリーデリケはハノーファー王妃となった。
フリーデリケは1841年6月29日、病を得て急死した。エルンスト・アウグスト1世は宮廷建築家ゲオルク・ルートヴィヒ・フリードリヒ・ラーフェに命じて、妻と自分のための霊廟を建てさせた。この霊廟は後に、ヘレンハウゼンの城内庭園ベルクガルテンにあるヴェルフ霊廟へ移築された。

## 子女
最初の夫プロイセン王子フリードリヒ・ルートヴィヒとの間の子は以下の通り。
- フリードリヒ・ヴィルヘルム（1794年 - 1863年）
- フリードリヒ・ヴィルヘルム・カール（1795年 - 1798年）
- フリーデリケ・ヴィルヘルミーネ（1796年 - 1850年）

2番目の夫ゾルムス＝ブラウンフェルス侯子フリードリヒ・ヴィルヘルムとの間の子は以下の通り。
- ゾフィア（1799年、夭折）
- フリードリヒ（1800年、夭折）
- フリードリヒ・ヴィルヘルム（1801年 - 1868年）
- アウグスタ・ルイーゼ（1804年 - 1865年）
- アレクサンダー（1807年 - 1867年）
- フリードリヒ・ヴィルヘルム・カール（英語版）（1812年 - 1875年）

3番目の夫カンバーランド公爵・ハノーファー王エルンスト・アウグストとの間の子は以下の通り。

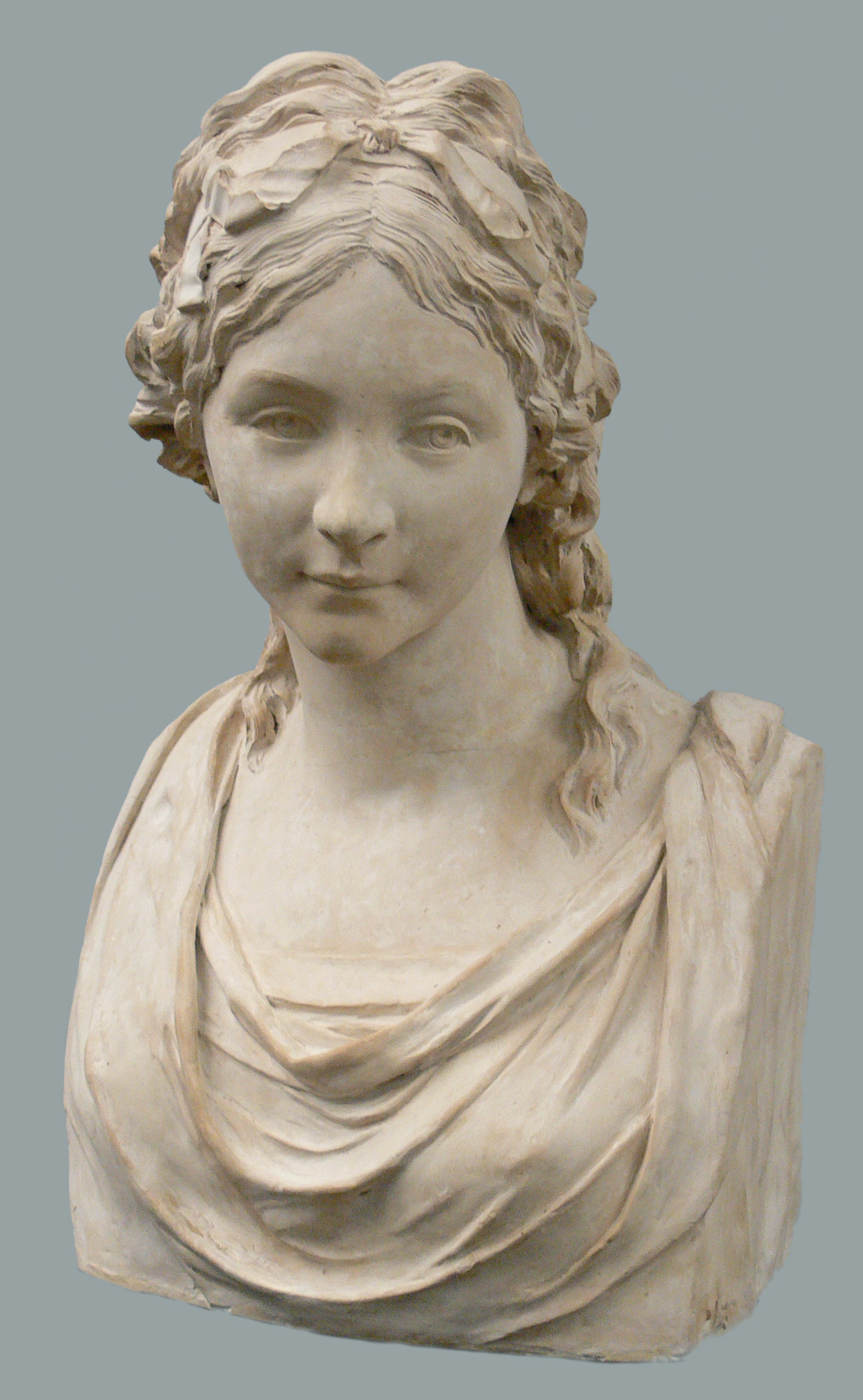
ヨハン・ゴットフリート・シャドウ によるフリーデリケの彫像

- フリーデリケ（1817年、夭折）
- ゲオルク5世（1819年 - 1878年）

## 引用
1. ↑  Jean Paul: Jean Pauls sämtliche Werke Paris 1836 S. 495
2. ↑  Dieter Lange: Das Mausoleum im Berggarten, in: Günther Kokkelink, Harold Hammer-Schenk (Hrsg.): Laves und Hannover. Niedersächsische Architektur im neunzehnten Jahrhundert, hrsg. von Harold Hammer-Schenk und Günther Kokkelink (revidierte Neuauflage der Publikation Vom Schloss zum Bahnhof...), Ed. Libri Artis Schäfer, 1989, ISBN 3-88746-236-X  (582 Seiten), S. 186–188